# Avenida Madame Lynch
La Avenida Madame Elisa Alicia Lynch, conocida comúnmente como Avda. Madame Lynch, es una importante avenida-autovía de Asunción, Paraguay. Se inicia en la Autopista Ñu Guasú y termina en el cruce con la Avda. Eusebio Ayala. Tras el cruce con Eusebio Ayala, la Avenida Madame Lynch cambia de nombre a Avenida Defensores del Chaco.

En su extremo sur, a partir de la Calle Cadete Sisa (300m al sur de la Avda. Mcal. López) hasta la Avda. Eusebio Ayala, Madame Lynch sirve de divisoria entre la ciudad de Asunción y la ciudad de Fernando de la Mora.

## Toponimia
La avenida es nombrada así por la primera dama paraguaya Elisa Alicia Lynch.

## Importancia
La importancia de la avenida radica en el hecho de que dicha avenida constituye un anillo periférico de la capital, tal como lo son la Avda. General Paz de Buenos Aires y el Anillo Periférico de la Ciudad de México.

## Lugares de interés
- Parque Guazu Metropolitano
- Espacio IDESA
- Cementerio del Este

## Infraestructura
La avenida está asfaltada en su totalidad. Su anchura varía de acuerdo a los barrios en los que pasa, existen cuatro viaductos en todo su recorrido, uno sobre la Av. Eusebio Ayala, el segundo sobre la Av. Santa Teresa, el tercero sobre la Av. Mcal. López y el último en forma de túnel pasando debajo de la Av. Aviadores del Chaco.

## Viabilidad
La Avenida Madame Lynch es de doble sentido en toda su extensión.